# Ruth Petitjean-Plattner
Ruth Petitjean-Plattner (* 15. März 1949 in Frenkendorf) ist eine Schweizer  Autorin von Büchern und Medienpräsentationen für Kinder und Erwachsene.

## Leben
Petitjean-Plattner verbrachte ihre Kinderzeit in ihrem Geburtsort Frenkendorf BL und besuchte anschliessend die Schule in Frenkendorf und Liestal. Danach absolvierte sie ein "Welschlandjahr" in Versoix, bevor sie eine Ausbildung zur Arztgehilfin in Freiburg im Breisgau absolvierte. Sie arbeitete danach in diversen Landarztpraxen, u. a. in Oberentfelden, Sursee, Rheinfelden, Speicher und Arisdorf. Zwischendurch machte sie mehrere mehrjährige Auslandsaufenthalte in Israel und Kanada, wo sie auch ihren Mann kennenlernte. Seit 1973 ist sie verheiratet und hat mittlerweile einen erwachsenen Sohn. Von 1988 bis 1990 machte sie eine Weiterbildung zur Fussreflexzonen-Therapeutin, von 1998 bis 2001 dann eine Ausbildung zur Katechetin. Ihre Diplomarbeit trug den Titel Übergangszeit letzte Richter erste Könige Samuel Saul David.
Nach diversen öffentlichen Lesungen von Manuskripten wurde der Nachfrage wegen 2006 ihr erstes Buch Weg der Liebe im Eigenverlag infra-text erstellt und es folgten weitere Werke.

## Werke
- Weg der Liebe. Adventsaufführung in 24 Texten und Bildern: Vom Weg der Liebe durch die Schöpfung (Genesis) bis zur Menschwerdung der Liebe (Lukas 2). Verlag Infra-Text, Arisdorf 2002, ISBN 978-3-9523126-4-3
- Skarabus, oder: "Man lebt nicht nur vom Kohl allein...", Verlag Infra-Text, Arisdorf 2004, ISBN 3-033-00209-9
- Haben Engel Bauchnabel?  24 Geschichten, 3 Gedichte. Verlag Infra-Text, Arisdorf, 2007, ISBN 978-3-9523126-3-6
- Benjamin will mutig werden. Verlag Infra-Text, Arisdorf 2006, ISBN 3-9523126-0-6
- *Sterne berühren*, 2014
- mit Corina Bächinger: Biber Bobi Abenteuer am Rheinfall. Mit Hörspiel CD. Bächinger Musikverlag, Affoltern am Albis 2023, ISBN 978-3-907225-01-1